# Zemské volby v Bavorsku 2023
Zemské volby v Bavorsku v roce 2023 se konaly 8. října. Volili se členové 19. zemského sněmu Bavorska. Odstupující vládu tvořila koalice Křesťanskosociální unie Bavorska (CSU) a Svobodných voličů Bavorska (FW) vedená ministerským předsedou Bavorska Markusem Söderem. Ve stejný den se konaly zemské volby v Hesensku v roce 2023.
Největší stranou zůstala CSU, která zaznamenala jen mírný pokles na 37 %. Svobodní voliči si polepšili na druhé místo s 16 %, což je jejich dosud nejlepší výsledek. Opoziční Alternativa pro Německo (AfD) byla těsně třetí s 15 %. Zelení klesli na 14 %, následováni Sociálnědemokratickou stranou (SPD) na historickém minimu 8 %. Svobodná demokratická strana (FDP) klesla na 3 % a ztratila křesla ve sněmu.
Celkově tak dosavadní koalice zvýšila svou většinu díky ziskům Svobodných voličů. Výsledek byl uprostřed kampaně, které dominovala federální témata, jako je imigrace, vnímán jako rána pro spolkovou vládu, jejíž tři členské strany - SPD, Zelení a FDP - utrpěly ztráty. Výsledky také naznačily rostoucí popularitu krajně pravicové AfD, která se v předchozích měsících posunula na druhé místo ve spolkovém průzkumu veřejného mínění.

## Výsledky
|                        | CSU          | FW              | AfD                     | AfD         | GRÜNE                | GRÜNE           | SPD               |
| ---------------------- | ------------ | --------------- | ----------------------- | ----------- | -------------------- | --------------- | ----------------- |
| Volební lídr           | Markus Söder | Hubert Aiwanger | Katrin Ebner-Steinerová | Martin Böhm | Katharina Schulzeová | Ludwig Hartmann | Florian von Brunn |
| Počet hlasů            | 2 527 580    | 1 077 893       | 1 008 053               | 1 008 053   | 983 543              | 983 543         | 587 856           |
| Počet procent          | 37,0 % ▼     | 15,8 % ▲        | 14,7 % ▲                | 14,7 % ▲    | 14,4 % ▼             | 14,4 % ▼        | 8,6 % ▼           |
| Počet mandátů          | 85           | 37              | 32                      | 32          | 32                   | 32              | 17                |
| Předchozí volby (2018) | 37,2 % (85)  | 11,6 % (27)     | 10,2 % (22)             | 10,2 % (22) | 17,5 % (38)          | 17,5 % (38)     | 9,7 % (22)        |

### Celkové výsledky
|                     |                                           |                                     |                                     |                                     |                                 |                                 |              |              |         |      |
| Strana              | Strana                                    | Hlasy podle jednomandátního systému | Hlasy podle jednomandátního systému | Hlasy podle jednomandátního systému | Hlasy podle stranických seznamů | Hlasy podle stranických seznamů | Celkem hlasů | Celkem hlasů | Mandáty | +/-  |
| Strana              | Strana                                    | Hlasy                               | %                                   | Mandáty                             | Hlasy                           | %                               | Hlasy        | %            | Mandáty | +/-  |
|                     | Křesťansko-sociální unie Bavorska         | 2 527 580                           | 37,0                                | 85                                  | 2 531 562                       | 37,1                            | 5 059 142    | 37,0         | 85      | ▬ 0  |
|                     | Svobodní voliči Bavorska                  | 1 077 893                           | 15,8                                | 2                                   | 1 085 460                       | 15,9                            | 2 163 353    | 15,8         | 37      | ▲ 10 |
|                     | Alternativa pro Německo                   | 1 008 053                           | 14,7                                | 0                                   | 991 871                         | 14,5                            | 1 999 924    | 14,6         | 32      | ▲ 10 |
|                     | Svaz 90/Zelení                            | 983 543                             | 14,4                                | 4                                   | 988 604                         | 14,5                            | 1 972 147    | 14,4         | 32      | ▼ 6  |
|                     | Sociálnědemokratická strana Německa       | 587 856                             | 8,6                                 | 0                                   | 511 687                         | 7,5                             | 1 140 585    | 8,4          | 17      | ▼ 5  |
|                     | Svobodná demokratická strana              | 205 615                             | 3,0                                 | 0                                   | 207 980                         | 3,0                             | 413 595      | 3,0          | 0       | ▼ 11 |
|                     | Ekologická demokratická strana            | 127 412                             | 1,9                                 | 0                                   | 117 733                         | 1,7                             | 245 145      | 1,8          | 0       | ▬ 0  |
|                     | Die Linke                                 | 101 337                             | 1,5                                 | 0                                   | 99 458                          | 1,5                             | 200 795      | 1,5          | 0       | ▬ 0  |
|                     | Strana Bavorska                           | 72 298                              | 1,1                                 | 0                                   | 57 171                          | 0,8                             | 129 469      | 0,9          | 0       | ▬ 0  |
|                     | Občanská demokratická strana Německa      | 55 592                              | 0,8                                 | 0                                   | 63 722                          | 0,9                             | 119 314      | 0,9          | 0       | Nová |
|                     | Ochrana životního prostředí lidí a zvířat | 25 800                              | 0,4                                 | 0                                   | 43 964                          | 0,6                             | 69 764       | 0,5          | 0       | ▬ 0  |
|                     | Die PARTEI                                | 32 367                              | 0,5                                 | 0                                   | 31 718                          | 0,5                             | 64 085       | 0,5          | 0       | ▬ 0  |
|                     | Volt Deutschland                          | 15 774                              | 0,2                                 | 0                                   | 25 849                          | 0,4                             | 41 623       | 0,3          | 0       | Nová |
|                     | V-Partei³                                 | 11 076                              | 0,2                                 | 0                                   | 11 858                          | 0,2                             | 22 934       | 0,2          | 0       | ▬ 0  |
|                     | Strana humanistů                          | 3 602                               | 0,1                                 | 0                                   | 10 420                          | 0,2                             | 14 022       | 0,1          | 0       | ▬ 0  |
| Celkem              | Celkem                                    | 6 835 798                           | 100                                 | 91                                  | 6 820 099                       | 100                             | 13 655 897   | 100          | 203     | —    |
|                     |                                           |                                     |                                     |                                     |                                 |                                 |              |              |         |      |
| Neplatné hlasy      | Neplatné hlasy                            | 59 398                              | 0,9                                 | —                                   | 74 726                          | 1,1                             | 134 124      | 1,0          | —       | —    |
| Účast               | Účast                                     | —                                   | —                                   | —                                   | —                               | —                               | 6 902 684    | 73,3         | —       | —    |
| Registrovaní voliči | Registrovaní voliči                       | —                                   | —                                   | —                                   | —                               | —                               | 9 411 398    | —            | —       | —    |